# Saison 1 d'Une famille formidable
Chronologie
Saison 2 d'Une famille formidable
Cet article présente le guide des épisodes de la première saison de la série télévisée Une famille formidable.

## Épisode 1:Les parents disjonctent
- Numéro(s) : 1 (1.1)
- Scénariste(s) : Laurent Vachaud ; Joël Santoni et Sylvie Dervin (adaptation et dialogues)
- Réalisateur(s) : Joël Santoni
- Diffusion(s) : 19 septembre 1992
- Invité(es) :
- Résumé : Alors qu'ils s'apprêtent à fêter leurs 18 ans de mariage, Catherine découvre que Jacques la trompe avec Nelly, une pâtissière. Après une soirée mouvementée avec la famille, Catherine annonce à Jacques qu'elle souhaite divorcer. Ils attendent les résultats des examens d'Audrey et de Nicolas pour l'annoncer. Audrey découvre que son père biologique est Michel Morand, un avocat. Catherine le retrouve elle aussi. Audrey réussit son examen, tout comme Nicolas, qui obtient son bac.

## Épisode 2:Des vacances orageuses
- Numéro(s) : 2 (1.2)
- Scénariste(s) : Alain Layrac ; Joël Santoni et Sylvie Dervin (adaptation et dialogues)
- Réalisateur(s) : Joël Santoni
- Diffusion(s) : 24 septembre 1992
- Invité(es) :
- Résumé : Alors que Catherine, Jacques et Frédérique partent en vacances au Portugal, chez Nono, Nicolas connaît ses premiers ébats, et apprend qu'Alexis est homosexuel. Audrey se rapproche de Julien, son meilleur ami. Sur le point de se réconcilier, Catherine et Jacques se séparent à nouveau à cause de la présence de Nelly au Portugal. Catherine est enceinte.

## Épisode 3:Des jours ça rit, des jours ça pleure
- Numéro(s) : 3 (1.3)
- Scénariste(s) : Eve Deboise ; Joël Santoni et Sylvie Dervin (adaptation et dialogues)
- Réalisateur(s) : Joël Santoni
- Diffusion(s) : 28 septembre 1992
- Invité(es) :
- Résumé : Alors que Nono a décidé de se remarier, Jacques et Catherine décident de ne pas garder le bébé. Mais Catherine ne résiste pas à l’envie d’être à nouveau maman, même si elle fait croire à Jacques qu’elle a avorté. Le divorce semble être la seule solution pour le couple Beaumont…Pendant ce temps, Ophélie, une amie de Nicolas, replonge dans la drogue alors qu’elle rencontre Vincent, un jeune drogué incarcéré que le père d’Audrey, Michel Morand, a défendu gratuitement. Mais la drogue sera l’issue finale pour Ophélie…une première amie de la famille qui décède…De son côté Audrey ose enfin avouer son amour à son meilleur ami, Julien. Ils vivent même ensemble, et un bébé devrait bien vite venir s’ajouter à la petite famille. L’épisode se termine sur une note joyeuse, le mariage de Nono et Francesca et surtout la réconciliation de Jacques et Catherine… Une accalmie mais jusqu’à quand ?